# Botella Niskin

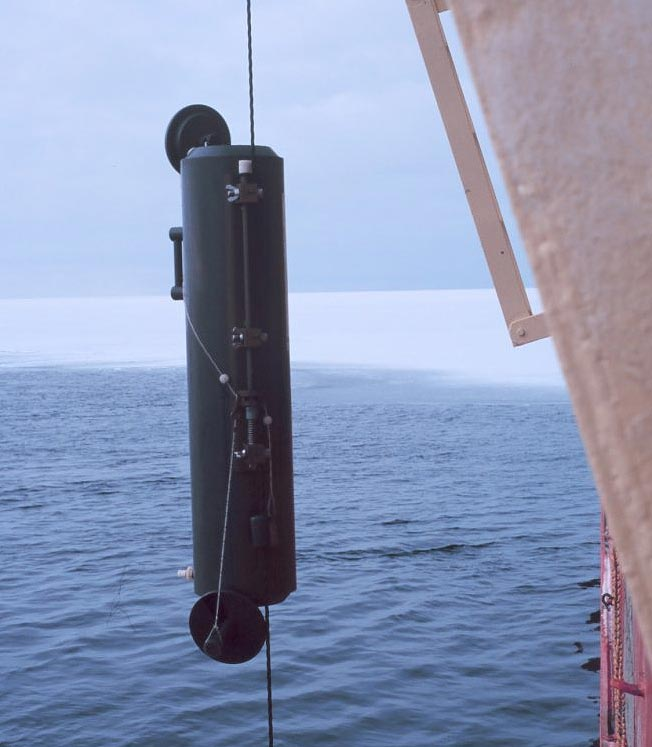
Una botella Niskin a punt de ser baixada dins de l'aigua

Una botella Niskin és un tipus de botella molt utilitzada per agafar mostres d'aigua, normalment per a estudis oceanogràfics. El disseny d'aquest tipus de botella és de Shale Niskin el març del 1966, i es una millora de les ampolles de Nansen. Les primeres botelles Niskin es van fer de metall, encara que el material més comú en l'actualitat és el PVC.

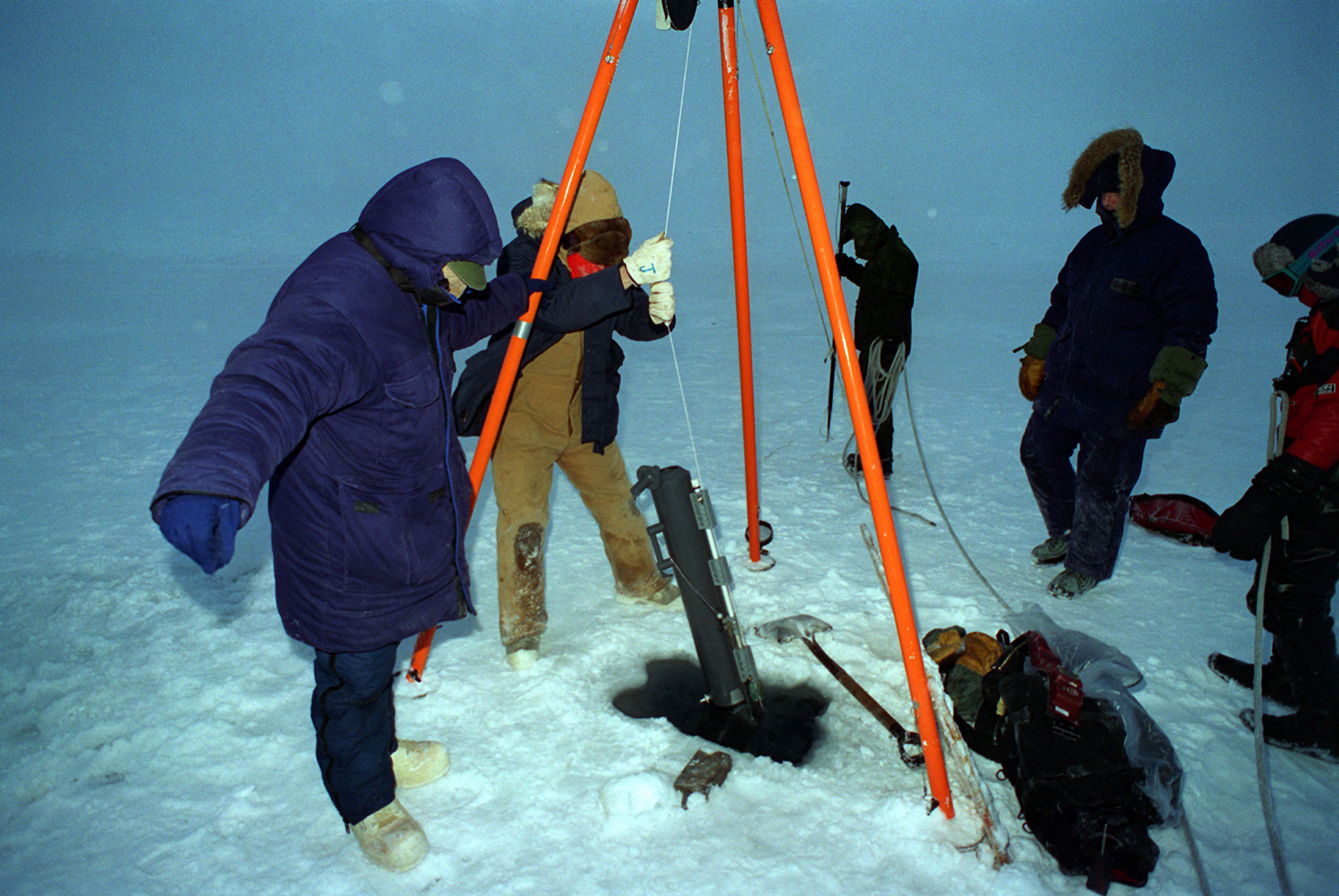
Investigadors a l'oceà Àrtic utilitzant una botella Niskin

Una botella Niskin està constituïda per un cilindre obert en els seus extrems, amb dues tapes articulades. Quan hom desitja usar-la, les tapes es mantenen obertes mitjançant una cordeta, subjectant una goma elàstica tensada que uneix els extrems més separats de les tapes. La corda està fixada amb un mecanisme que incorpora una molla elàstica o ressort. (El conjunt és semblant a un parany o trampa de caça o una ballesta parada. Un esforç molt petit controla una energia emmagatzemada relativament important).

En el cas de l'ampolla Niskin, l'ordre que fa disparar el mecanisme (deixant anar la cordeta i fent que les tapes es tanquin) la proporciona un pes de plom o de tefló que va baixant pel cable que sustenta la botella. El pes disparador s'anomena tradicionalment “missatger”.

Una variació moderna de l'ampolla de Niskin utilitza vàlvules accionades que es poden configurar prèviament a una profunditat específica detectada per un interruptor de pressió o controlades remotament per fer-ho mitjançant un senyal elèctric que es transmet des de la superfície.
En moltes ocasions es fixa un termòmetre a un braç apartat del missatger, perquè no hi hagi perill que el trenqui en activar el tancament, per mesurar el gradient de temperatura del lloc de la mostra.

Una altra manera d'utilitzar les botelles Niskin és a uns dispositius anomenats "rosetes" de manera que diverses botelles Niskin es disposen a una estructura circular (normalment metàl·lica). La roseta es deixa caure amb una grua al vaixell oceanogràfic i un sensor de pressió que té la mateixa roseta fa que es tanquin a diferents profunditats les botelles tenint així mostres a diferents profunditats. Les rosetes poden tindre fins a 36 botelles Niskin.